# Henrique João Barahona Fernandes
Henrique João Barahona Fernandes (Vinhais, Vinhais, 29 de Julho de 1907 ― Lisboa, 22 de janeiro de 1992) foi um médico psiquiatra e professor universitário português, Reitor da Universidade de Lisboa, que se distinguiu como um dos pioneiros da moderna psiquiatria e psicologia em Portugal. Com vasta obra científica publicada, foi perito da Organização Mundial de Saúde no domínio da saúde mental e da psiquiatria.

## Biografia
Filho do capitão de fragata-médico António Augusto Fernandes, também natural de Vinhais, e de sua mulher Branca de Barahona e Costa (Lisboa, Anjos, 1887 ― ?), doméstica. Era irmão do Vice-Almirante José Augusto de Barahona Fernandes, Cavaleiro da Ordem Real do Dannebrog da Dinamarca a 26 de Dezembro de 1951, Comendador da Ordem Militar de Avis de Portugal a 19 de Dezembro de 1956, Oficial da Ordem do Mérito Naval do Brasil a 9 de Agosto de 1966, Cruz de 1.ª Classe com Distintivo Branco da Ordem do Mérito Naval de Espanha a 21 de Dezembro de 1970, Grande-Oficial da Ordem Militar de Avis de Portugal a 19 de Setembro de 1973, Comendador da Ordem Nacional do Mérito de França a 14 de Janeiro de 1980 e Grã-Cruz da Ordem Militar de Avis de Portugal a 15 de Novembro de 1986.
A 1 de outubro de 1937, casou civilmente em Lisboa com a pianista Inês Vianna da Motta (Berlim, c. 1913 ― 6 de setembro de 1990), filha de José Vianna da Motta e de Berta de Bivar. Deste casamento nasceram duas filhas, Maria da Graça e Isabel Vianna da Motta Barahona Fenandes, e um filho, António José Barahona Fernandes.
Licenciou-se em Medicina pela Faculdade de Medicina da Universidade de Lisboa. Após ter praticado clínica como assistente do Professor Doutor Sobral Cid no Hospital Miguel Bombarda, partiu para a Alemanha, onde fez a sua formação especializada com o psiquiatra Karl Kleist (1879-1960).
Regressado a Portugal, fez provas de doutoramento e agregação em simultâneo. Foi uma das pessoas que ajudaram a criar o Hospital Júlio de Matos, de que foi mais tarde diretor.
Em 1982, durante o Congresso Mundial de Psiquiatria realizado em Viena, foi-lhe atribuída a Medalha Julius Wagner von Jauregg, um galardão de carreira na área da psiquiatria criado em memória do psiquiatra austríaco Julius Wagner von Jauregg, recipiente do Prémio Nobel da Medicina de 1927.
Foi reitor da Universidade de Lisboa e, graças a ele, criou-se a primeira licenciatura em Psicologia. Fez escola, tendo sido seus discípulos profissionais distintos; a ele se deve o elevado nível actual da escola psiquiátrica portuguesa.
Pertenceu, entre outras, às seguintes sociedades científicas: Academia das Ciências de Lisboa, Sociedade Portuguesa de Psiquiatria (das quais foi várias vezes presidente), Sociedade Portuguesa de Psicologia, Sociedade das Ciências Médicas de Lisboa, Sociedade Portuguesa de Escritores Médicos (de que foi fundador e presidente), Liga Portuguesa de Higiene Mental, Royal Society de Londres, American Psychiatric Association, Société Médico-psychologique, Evolution Psychiatrique de Paris, Deutsche Verband Nervenarzte e outras espanholas, italianas, belgas, etc.
Tem vasta bibliografia, tendo publicado mais de um milhar de artigos em revistas portuguesas, francesas, espanholas, alemãs, inglesas, americanas e russas. Tem diversificada e extensa colaboração em jornais e publicações periódicas.
Publicou três volumes monográficos sob o título No Signo de Hipócrates, em 1944, 1956 e 1969, nos quais inclui alguns dos seus trabalhos destinados a um público não especializado.
Tem extensa produção literária, tendo publicado estudos biográficos e ensaios sobre figuras da medicina, da filosofia e do pensamento português e estrangeiro tais como Sobral Cid, António Maria Sena, Elysio de Moura, Miguel Bombarda, António Flores, Pacheco e Silva, Bettencourt Rodrigues, Emil Kraepelin, Magalhães de Lemos, Júlio de Matos, António Egas Moniz, Nicolai Hartmann, Vítor Hugo de Lemos, Delfim Santos, Pedro de Almeida Lima, Ricardo Jorge, Ribeiro Sanches, Joaquim de Carvalho, Karl Jaspers, Kretschmer, Eduardo Coelho, Kurt Schneider, António Sérgio, Vítor Fontes, João Cid dos Santos, Abel Salazar, Viana da Mota e outros.
Na mesma linha publicou um extenso ensaio A Psiquiatria em Portugal que constitui a segunda parte do livro contendo a tradução portuguesa de Um século de Psiquiatria de Pierre Pichot (publicado por Roche Farmacêutica, Lda. Lisboa, 1984).
A Fundação Calouste Gulbenkian empreendeu publicar, em três volumes, um agrupamento de textos dos mais significativos de entre os inúmeros que Barahona Fernandes deixou e que se intitulariam Antropociências da Psiquiatria e da Saúde Mental. Alguns desses textos, seleccionados pelo próprio autor, constituem o primeiro volume apresentado em sessão solene pela Comissão Editorial em 1998 e intitulado O Homem Perturbado.

## Cronologia
- 1907 - Nasce em Vinhais, distrito de Bragança, a 31 de Julho, filho do médico da Marinha António Augusto Fernandes, colega de estudos do Prof. Egas Moniz; ambos mantiveram relações de amizade e profissionais com Egas Moniz, até à sua morte.
- 1924 - Finaliza o curso liceal no Liceu Pedro Nunes, em Lisboa.
- 1930 - Forma-se na Faculdade de Medicina de Lisboa, com altas classificações.
- 1931 - É assistente do Prof. Sobral Cid na Clínica Psiquiátrica da Faculdade, localizada no H. Miguel Bombarda; publica os seus primeiros trabalhos científicos.
- 1934-1936 - Estagia, como bolseiro de instituições estatais, nas Clínicas Psiquiátricas da Alemanha com Kleist e K. Schneider; Visita vários hospitais e centros de investigação noutros países europeus.
- 1938-1941 - Médico-adjunto no Hospital Miguel Bombarda. Faz provas de agregação e doutoramento em simultâneo (arguentes: Egas Moniz, Sobral Cid e Júlio de Matos). Ensina Psiquiatria e Saúde Mental na Faculdade de Medicina de Lisboa, no Instituto de Serviço Social e em diversas escolas de Enfermagem.
- 1942 - Faz parte da Comissão Instaladora do Hospital Júlio de Matos, inaugurado nesta data. É Director da Clínica Psiquiátrica do H. Júlio de Matos, cargo inerente à sua regência da cadeira de Psiquiatria da Faculdade de Medicina. Por inerência dessas funções passa a residir com a família num pavilhão – “vivenda”, até pouco tempo antes do seu jubileu. Sob a direcção do Prof. António Flores foi o psiquiatra que catalizou, numa obra colectiva de equipa pela terapia ocupacional e outras inovações terapêuticas, o movimento de abertura radical da assistência aos doentes mentais. Foi neste Hospital que funcionou o 1.º primeiro Hospital de Dia e foi também instituído um Dispensário de Saúde Mental, bem como um Serviço Social.
- 1946 - Nomeado Professor Catedrático de Psiquiatria da Faculdade de Medicina. Lecciona a cadeira de Psiquiatria Forense na Faculdade de Direito de Lisboa e no Curso Superior de Medicina Legal.
- 1948 - Criado o laboratório de Psicologia no Hospital Júlio de Matos, onde sempre incentivou a colaboração dos médicos com os psicólogos, valorizando os psicodiagnósticos aí realizados. Impulsiona o ensino da Psicologia Médica, concretizado em cursos livres em Lisboa e no Porto, ao longo de sete anos, sob temas diversos como neuroses e psicossomática, visando uma perspectiva que denominava antropociências pela integração das ciências culturais (humanas ou sociais) com as ciências naturais, tomando como referente “o homem perturbável” na dialéctica complexíssima da luta: saúde/ doença.
- 1949 - Fundação com António Flores de “ Os Anais Portugueses de Psiquiatria., de que se publicaram 20 volumes até 1973.
- 1953-1958 - Director do Hospital Júlio de Matos após o jubileu de António Flores. Demitiu-se por não aceitar ser substituído, como médico director, por um administrativo sem consideração pelos critérios médicos obrigatoriamente prevalecentes.
- 1955 - Rege a nova cadeira de Psicologia Médica introduzida no 3º ano do Curso de Medicina, na sequência da Reforma do Ensino Médico, há anos preconizada pelos professores de Psiquiatria e por Pedagogos como Sylvio Lima e Delfim Santos.
- 1956 - Abertura de uma consulta de Neuroses no antigo Hospital Escolar de Santa Marta, ligado à Neurologia.
- 1957 - Pela primeira vez a Psiquiatria “entra” num Hospital Geral Universitário – o Hospital de Santa Maria – onde foi criada uma Consulta de Neuroses; mais tarde um Hospital de Dia seguido de um Serviço de hospitalização, em regime livre e aberto; estes serviços constituíram a Clínica Psiquiátrica Universitária da Faculdade de Medicina de Lisboa.
- 1958 - Criados dois Laboratórios no H. de Santa Maria – o de Psicologia, anexo à Clínica Psiquiátrica e o de Psicofisiologia, ligado ao Centro de Estudos Egas Moniz.
- 1959 – Nomeado perito da Organização Mundial de Saúde no domínio da Saúde Mental e da Psiquiatria. Foi relator de inúmeros textos, pareceres e relatórios.
- 1964-1966 – Actividade docente no I.S.P.A. (Instituto Superior de Psicologia Aplicada – Instituição privada, na época sem estatuto universitário).
- 1974-1977 – Sendo o decano do Senado da Universidade de Lisboa foi designado pelo governo seu Reitor. Presidente da Comissão Instaladora da Faculdade de Psicologia. Criação do Curso Superior inter faculdades e posteriormente Faculdade de Psicologia (a que se juntaram mais tarde as da Ciências da Educação).
- 1977 - Ano do seu Jubileu. Foram-lhe prestadas numerosas homenagens.
- 1983 - Recebe a medalha von Jauregg no decorrer do congresso da Associação Mundial de Psiquiatria.
- 1984 – Recebe o Prémio de Ensaio Abel Salazar da Associação Portuguesa de Escritores Médicos pela publicação de Egas Moniz, Pioneiro de Descobrimentos Médicos – Biblioteca Breve n.º 70, 1983.
- 1992 – Faleceu em Lisboa, em plena actividade, a 22 de Janeiro.
- 1994 – Homenageado aquando do 52.º aniversário do Hospital Júlio de Matos, através da inauguração da Biblioteca Professor Doutor Henrique Barahona Fernandes, onde todos os seus livros científicos, trabalhos e documentação foram legadas e integrados na Biblioteca Geral desse Hospital.
- 1996 – A Câmara Municipal de Lisboa atribui o seu nome a um arruamento na Freguesia da Ameixoeira.